# Brynjólfur Sveinsson
Brynjólfur Sveinsson (1605-1675) fut de 1639 à 1675 l'évêque luthérien de Skálholt, ville du sud de l'Islande. Son nom est associé à deux célèbres manuscrits médiévaux qui sont passés entre ses mains.

## LeCodex Regius
En 1643, l'évêque entra en possession d'un recueil manuscrit de poèmes mythologiques et héroïques en vieux norrois. Il lui donna le nom d’Edda de Sæmund. Brynjólfur attribua en effet le manuscrit à Sæmundr Sigfússon ou Sæmund le Savant (hinn fróði), en se fondant sur l'hypothèse inexacte selon laquelle il aurait existé une “ancienne” Edda, précurseur de l’Edda de Snorri, qui aurait été rédigée par Sæmund. 
La recherche moderne s'accorde sur le fait que Sæmund ne peut pas être le créateur de l'œuvre (que ce soit au sens de rédacteur ou de compilateur). Le manuscrit, connu sous le nom de Codex Regius, repose au contraire sur une multitude de sources. Il contient des textes datant de périodes très différentes et est très hétérogène dans son contenu comme dans son style. La période à laquelle a vécu Sæmund (1056-1133) et la date de rédaction vraisemblable du manuscrit (vers 1270) ne concordent pas non plus, si bien que sa paternité de l'œuvre est tout à fait exclue.

## LeCodex Upsaliensis
Le manuscrit de l’Edda de Snorri connu sous le nom de Codex Upsaliensis passa aussi entre les mains de l'ecclésiastique islandais, avant qu'il ne le transmette en 1639 à l'historien danois Stephanius.

## Œuvres
Brynjólfur Sveinsson était aussi un poète, qui écrivit des cantiques en collaboration avec Hallgrímur Pétursson.

## Anecdote
Il est représenté sur le billet de banque islandais de 1000 couronnes.

## Source
- (de) Cet article est partiellement ou en totalité issu de l’article de Wikipédia en allemand intitulé « Brynjólfur Sveinsson » (voir la liste des auteurs).